# Queensaray Villegas
Queensaray Villegas Serna, née le 3 juin 2003 à Buga, est une cycliste colombienne spécialiste du BMX freestyle. Elle s'illustre dans la catégorie BMX freestyle « Park ».

## Biographie
Queensaray Villegas grandit à Buga aux côtés de sa sœur jumelle Lizsurley, où les deux commencent à faire du BMX à l'âge de 12 ans dans un skate park local. Puisqu'il n'y avait pas d'infrastructure appropriée pour pratiquer les courses de BMX sur le modèle de Mariana Pajón, elle se dirigent vers le freestyle. Son père soutient leurs ambitions en leur construisant une zone d'entraînement personnelle derrière la maison familiale. Après quelques succès en compétitions en Colombie, les deux sœurs sont sponsorisées par Red Bull en 2019.
Lors de la première édition des Jeux mondiaux urbains de 2019 à Budapest, Queensaray Villegas obtient la quatrième place. Après une pause forcée en raison de la pandémie de covid-19, elle devient championne panaméricaine de BMX freestyle Park fin 2021. L'année suivante, elle termine deuxième derrière Macarena Pérez aux Jeux sud-américains. Après que sa sœur ait remporté les championnats panaméricains de 2022, Queensary remporte une médaille de bronze en 2023. Aux championnats du monde, elle atteint la finale en 2022 et 2023 et termine respectivement 6e et 8e.
En 2024, elle participe aux séries de qualification olympique, pour remplacer sa sœur, forfaite sur blessure.

## Palmarès en BMX freestyle

### Jeux olympiques
- Paris 2024
  - 4e du BMX freestyle Park

### Championnats panaméricains
- Lima 2021
  -  Championne panaméricaine de BMX freestyle Park
- Asuncion 2023
  -  Médaillée de bronze du BMX freestyle Park
- Santiago 2024
  -  Médaillée d'argent du BMX freestyle Park

### Cyclisme aux Jeux sud-américains
- Asuncion 2022
  -  Médaillée d'argent du BMX freestyle Park